# Grb Visa
Grb Grada Visa izražava identitet Grada Visa i njegove povijesne tradicije, te se njime predstavlja Grad Vis. Grb je razdijeljen, tako da je u crvenome polju desno gore srebrna kula s dva prozora i dvostrukim kruništem, lijevo gore srebrna kula s tri prozora (2,1) i kruništem. Dolje u zelenome polju je sv. Juraj u zlatnom na bijelome konju kopljem probada zlatnog zmaja.
Grb se nalazi u sredini zastave Grada Visa. Zastava je omjera 1:2 i plave je boje.